# Csuti Melinda
Csuti Melinda (Győr, 1985. január 21. –) labdarúgó, csatár. Jelenleg a Nagypáli NLSE labdarúgója.

## Pályafutása
A Fészek Csempebolt csapatában kezdte a labdarúgást. A 2007–08-as idényben a Győri ETO, 2008 és 2010 között a Győri Dózsa labdarúgója volt. Tagja volt a 2009–10-es bajnoki bronzérmes csapatnak. 2010 óta a Nagypáli NLSE játékosa.
2010 nyara óta a Fészek Csempebolt másodosztályú futsal csapatában is játszik.

## Sikerei, díjai
- Magyar bajnokság
  - 3.: 2009–10
- Magyar kupa
  - döntős: 2009